# Drásov (Moravia meridionale)
Drásov (in tedesco Drasow) è un comune mercato della Repubblica Ceca facente parte del distretto di Brno-venkov, in Moravia Meridionale.